# Ella era bonita
She Was Pretty (en hangul, 그녀는 예뻤다; romanización revisada, Geunyeoneun yeppeossda), titulada en español como Ella era bonita, es una serie de televisión surcoreana de comedia romántica emitida originalmente durante 2015 acerca de dos amigos que se reúnen después de varios años, con destinos y apariencias totalmente opuestos, teniendo como fondo la oficina editorial de The Most, una prestigiosa revista de moda en Seúl.
Es protagonizada por Hwang Jung-eum y Park Seo-joon, conocidos anteriormente por sus papeles en Kill Me, Heal Me, Ko Joon-hee y Choi Si-won de la banda Super Junior. Fue transmitida por MBC desde el 16 de septiembre hasta el 11 de noviembre de 2015, con una extensión de 16 episodios emitidos cada miércoles y jueves a las 21:55 (KST).

## Sinopsis
Kim Hye-jin fue una chica muy bonita de una familia rica, al pasar el tiempo conoce a Ji Sung-joon, un chico con baja autoestima por su notable sobrepeso además de un trauma que solo Hye-jin puede controlar, hasta que él se va a Estados Unidos. Mientras pasa todo ese tiempo la editorial de la familia de Hye-jin fue a la quiebra, con lo que experimentó dificultades tanto económicas como en belleza, heredando la psoriasis de su padre en la cara.
Pasados unos años los dos decidieron volver a reunirse, ya que Sung-joon regresa a Corea del Sur como el editor de una revista de moda, totalmente guapo y exitoso. Pero Sung-joon fue incapaz de reconocer a Hye-jin que, avergonzada de su apariencia, decide pedirle a su mejor amiga Min Ha-ri que se haga pasar por ella; sin embargo Hye-jin encuentra trabajo en la oficina de redacción de la revista de moda The Most, donde Sung-joon es el redactor jefe adjunto.
Al pasar el tiempo, a Sung-joon le comienza a llamar la atención la nueva Hye-jin (Ha-ri) ya que no es como él la recordaba, mientras que en su trabajo humilla y menosprecia a la Hye-jin real por su falta de conocimientos, con lo que encuentra consuelo en el reportero Kim Shin-hyuk que enamorado de ella, la cuida y aconseja en su trabajo. Por desgracia lo que debió solo ser un simple engaño, el plan de Hye-jin se le sale de las manos y la obsesión de Ha-ri por Sung-joon, obliga a Ha-ri mentir a su mejor amiga.
Sung-joon comienza a sospechar de Hye-jin y su parentesco con la original, pero se da cuenta demasiado tarde ya que Shin-hyuk, que sabía la verdad con anterioridad, no da pie atrás en la conquista de Hye-jin. Ella deberá decidirse entre el arrepentido Sung-joon o Shin-hyuk, mientras su desagradable estilo va evolucionando hasta convertirse en la mujer perfecta.

## Reparto

### Personajes principales
- Hwang Jung Eum como Kim Hye-jin.
  - Jung Da-bin como Hye-jin (niña).
- Park Seo Joon como Ji Sung-joon.
  - Yang Han-yeol como Sung-joon (niño).
- Ko Joon-hee como Min Ha-ri.
  - Lee Ja-in como Ha-ri (niña).
- Choi Si-won como Kim Shin-hyuk.

### Personajes secundarios
Familia de Hye-jin
- Park Choong-sun como Kim Joong-seop.
- Lee Il-hwa como Han Jung-hye.
- Jung Da-bin como Kim Hye-rin.

Familia de Ha-ri
- Yoon Yoo-sun como Cha Hye-jung.
- Lee Byung-joon como Min Yong-kil.
- Seo Jung-yeon como Na Ji-sun.

The Most
- Hwang Seok-jung como Kim Ra-ra.
- Shin Dong-mi como Cha Joo-young.
- Ahn Se-ha como Kim Poong-ho.[7]
- Kang Soo-jin como Joo Ah-reum.
- Kim Ha-kyoon como Boo Joong-man.
- Cho Chang-keun como Kwang Hee.
- Jin Hye-won como Lee Seul-bi.
- Park Yoo-hwan como Kim Joon-woo.[8]
- Shin Hye-sun como Han Seol.
- Cha Jung-won como Jung Sun-min.
- Bae Min-jung como Park Yi-kyung.
- Im Ji-hyun como Lee Eun-young.

### Otros personajes
- Dan Woo como Jung Hyun-woo
- Kang Goo-reum como Han-na.
- Park Choong-ryul.
- Im Kang-sung.
- Im Jae-min.
- Lee Joon-gi

Apariciones especiales
- Ahn Sang-tae.
- Ray Yang.
- Park Young-jae.
- Kim Sung-woo.
- Lee Hye-jung como una modelo.
- Kim Je-dong.
- Kim Sung-oh como el hombre en el bar (ep. #3)
- Lee Sang-hoon.
- Park Hyung-sik.
- Uee.

## Banda sonora
| N.º | Título                           | Artista                    | Duración |  |
| 1.  | «쿵쿵쿵» (Thumping)              | Kim Min Seung              | 3:25     |  |
| 2.  | «가끔» (Sometimes)               | Zia                        | 3:56     |  |
| 3.  | «한 걸음 더» (One More Step)     | Ki Hyun (Monsta X)         | 3:25     |  |
| 4.  | «모르나봐» (You Don't Know Me)   | Soyou (Sistar), Brother Su | 3:20     |  |
| 5.  | «너뿐이야» (You're the Only One) | Siwon (Super Junior)       | 4:18     |  |
| 6.  | «먼 길» (A Long Way)             | Park Seo Joon              | 4:12     |  |
| 7.  | «Close to You»                   | The Carpenters             | 3:41     |  |

## Recepción

### Audiencia
En Azul la audiencia más baja y en rojo la más alta, correspondientes a las empresas medidoras TNms y AGB Nielsen.
| Ep. #    | Fecha de estreno         | Share        | Share        | Share       | Share       |
| Ep. #    | Fecha de estreno         | TNmS Ratings | TNmS Ratings | AGB Nielsen | AGB Nielsen |
| Ep. #    | Fecha de estreno         | Nacional     | Seúl         | Nacional    | Seúl        |
| -------- | ------------------------ | ------------ | ------------ | ----------- | ----------- |
| 1        | 16 de septiembre de 2015 | 4.9 %        | 5.8 %        | 4.8 %       | 5.0 %       |
| 2        | 17 de septiembre de 2015 | 7.1 %        | 8.1 %        | 7.2 %       | 7.8 %       |
| 3        | 23 de septiembre de 2015 | 8.0 %        | 9.1 %        | 8.5 %       | 9.4 %       |
| 4        | 24 de septiembre de 2015 | 7.8 %        | 8.8 %        | 9.9 %       | 9.9 %       |
| 5        | 30 de septiembre de 2015 | 9.0 %        | 10.8 %       | 10.7 %      | 11.9 %      |
| 6        | 1 de octubre de 2015     | 8.4 %        | 10.4 %       | 10.2 %      | 11.3 %      |
| 7        | 7 de octubre de 2015     | 11.8 %       | 13.7 %       | 13.1 %      | 14.2 %      |
| 8        | 8 de octubre de 2015     | 13.2 %       | 15.4 %       | 14.5 %      | 16.3 %      |
| 9        | 15 de octubre de 2015    | 16.2 %       | 19.1 %       | 16.7 %      | 17.9 %      |
| 10       | 21 de octubre de 2015    | 15.3 %       | 17.4 %       | 17.3 %      | 19.7 %      |
| 11       | 22 de octubre de 2015    | 17.2 %       | 19.7 %       | 17.7 %      | 19.2 %      |
| 12       | 28 de octubre de 2015    | 15.5 %       | 17.8 %       | 16.5 %      | 17.9 %      |
| 13       | 29 de octubre de 2015    | 15.0 %       | 17.5 %       | 18.0 %      | 19.8 %      |
| 14       | 4 de noviembre de 2015   | 15.3 %       | 17.4 %       | 15.9 %      | 17.8 %      |
| 15       | 5 de noviembre de 2015   | 15.0 %       | 17.8 %       | 16.9 %      | 18.7 %      |
| 16       | 11 de noviembre de 2015  | 15.0 %       | 17.7 %       | 15.9 %      | 17.7 %      |
| Promedio | Promedio                 | 12.17 %      | 14.16 %      | 13.36 %     | 14.66 %     |

## Premios y nominaciones
| Año  | Categoría                            | Premio          | Nominada     | Resultado |
| ---- | ------------------------------------ | --------------- | ------------ | --------- |
| 2015 | Mejor actriz de reparto en miniserie | MBC Drama Award | Shin Dong-mi | Nominada  |

## Emisión internacional
- Canadá: All TV (2015).
- Ecuador: Teleamazonas (2016) (2017) (2019) (2022).
- Estados Unidos: Pasiones (2016-2017).
- Filipinas: GMA Network (2017).
- Hong Kong: Viu TV (2016).
- Japón: DATV (2016) y Fuji TV Two (2017-2018).[12]
- Perú: Willax Televisión (2017).
- Singapur: Oh!K (2015).[13]
- Taiwán: GTV (2016).
- Venezuela: Televen (2023).
- México: Canal 5 (2024).[14]

## Adaptaciones
| Año  | País      | Cadena    | Nombre                                     |
| ---- | --------- | --------- | ------------------------------------------ |
| 2016 | Turquía   | ATV       | Seviyor Sevmiyor                           |
| 2017 | China     | Hunan TV  | Pretty Li Hui Zhen (漂亮的李慧珍)'         |
| 2019 | Vietnam   | VTV3      | Mối Tình Đầu Của Tôi (My First Love)       |
| 2021 | Japón     | Fuji TV   | 彼女はキレイだった (Kanojo wa Kirei Datta) |
| 2021 | Tailandia | Channel 3 | Me Always You รักวุ่นวายยัยตัวป่วน               |
| 2022 | Malasia   | VIU       | She Was Pretty                             |